# Haasea vidinensis
Haasea vidinensis är en mångfotingart som först beskrevs av Pius Strasser 1973.  Haasea vidinensis ingår i släktet Haasea och familjen Haaseidae. Inga underarter finns listade i Catalogue of Life.